# Wanbyeokan Tain
Wanbyeokan Tain (hangul 완벽한 타인, comercialitzada amb el títol anglès Intimate Strangers) és una pel·lícula de comèdia dramàtica de Corea del Sud del 2018 dirigida per Lee Jae-kyoo i escrita per Bae Se-young, basada en la pel·lícula italiana del 2016 Perfetti sconosciuti. Compta amb un repartiment que inclou Yoo Hae-jin, Cho Jin-woong, Lee Seo-jin, Yum Jung-ah, Kim Ji-soo, Song Ha-yoon i Yoon Kyung-ho. La pel·lícula es va estrenar a Corea del Sud el 31 d'octubre de 2018.

## Argument
Els amics de tota la vida i parella casada Seok-ho i Ye-jin, conviden els seus amics propers a un sopar d'inauguració de la casa. Acaben jugant a un joc on han de compartir tots els nous missatges i trucades entrants dels seus telèfons mòbils. Inicialment començant lleugerament, el joc es torna cada cop més incòmode a mesura que comencen a sortir a la llum veritats ocultes, fent-los sentir més estranys.

## Repartiment

### Principal
- Yoo Hae-jin com Tae-soo[6]
- Cho Jin-woong com Seok-ho[6]
- Lee Seo-jin com Joon-mo[6]
- Yum Jung-ah com Soo-hyun, esposa de Tae-soo[6]
- Kim Ji-soo com Ye-jin, esposa de Seok-ho[6]
- Song Ha-yoon com Se-kyung, esposa de Joon-mo[4]
- Yoon Kyung-ho com Young-bae

### Secundari
- Ji Woo as So-young, Seok-ho and Ye-jin's daughter

### Aparicions especials
- Lee Soon-jae com pare de Young-bae (veu)
- Ra Mi-ran com Kim So-wol (veu)
- Jo Jung-suk com Yeon-woo (veu)
- Kim Min-kyo com Min-soo (veu)
- Jo Dal-hwan com Det. Kang Kyung-joon (veu)
- Lee Do-kyung com pare de Ye-jin (veu)
- Jin Seon-kyu com noi de Facebook (veu)
- Choi Yu-hwa com Chae-young (veu)
- Jung Suk-young com amic de Joon-mo (veu)

## Producció
La Fotografia principal va començar el 27 de desembre de 2017 i va concloure el 12 de febrer de 2018.

## Estrena
Es va estrenar el 31 d'octubre de 2018, juntament amb les pel·lícules de Hollywood Bohemian Rhapsody, Halloween i The House with a Clock in Its Walls. El 6 de novembre de 2018, es va informar que la pel·lícula es va vendre a 44 territoris, amb la data d'estrena a Austràlia i Nova Zelanda el 8 de novembre, els Estats Units el 9 de novembre i Singapur el 22 de novembre.

## Recepció

### Resposta crítica
Yoon Min-sik de The Korea Herald va fer una crítica mixta i va escriure: "Tot i que comença avorrint, la pel·lícula s'escalfa ràpidament, tant en termes de diversió com de drama. Això es deu en gran part a actuacions de qualitat de la majoria del repartiment. Les línies mundanes semblaven genèriques i els personatges eren estereotipats. No obstant això, aquests eren petits problemes en comparació amb com va acabar la pel·lícula, cosa que em va deixar sentir confós sobre com em sentia sobre la pel·lícula."

### Taquilla
La pel·lícula va encapçalar la taquilla local durant el dia de la seva estrena, va atreure 273.972 assistents amb 1,5 milions de dòlars bruts, el dia d'estrena més important d'una comèdia del 2018. El 3 de novembre, la pel·lícula va superar el milió d'entrades, la comèdia que més ràpidament va assolir la fita el 2018. La pel·lícula va superar el seu punt d'equilibri comptable amb 1,8 milions d'entrades el 5 de novembre.
Durant el seu cap de setmana d'estrena, la pel·lícula va encapçalar la taquilla local amb 9,3 milions de dòlars bruts amb 1.173.171 assistents, deixant Bohemian Rhapsody en segon lloc. És el segon cap de setmana d'estrena més important d'una pel·lícula local del 2018, darrere de Along with the Gods: The Last 49 dies. El 6 de novembre, la pel·lícula va superar els 2 milions d'entrades, convertint-se en la tercera pel·lícula local més ràpida del 2018 en superar la fita.
A partir del 30 de desembre de 2018, la pel·lícula va recaptar 39,7 milions de dòlars amb 5.292.649 d'assistència total.